# Automóviles eléctricos en Japón

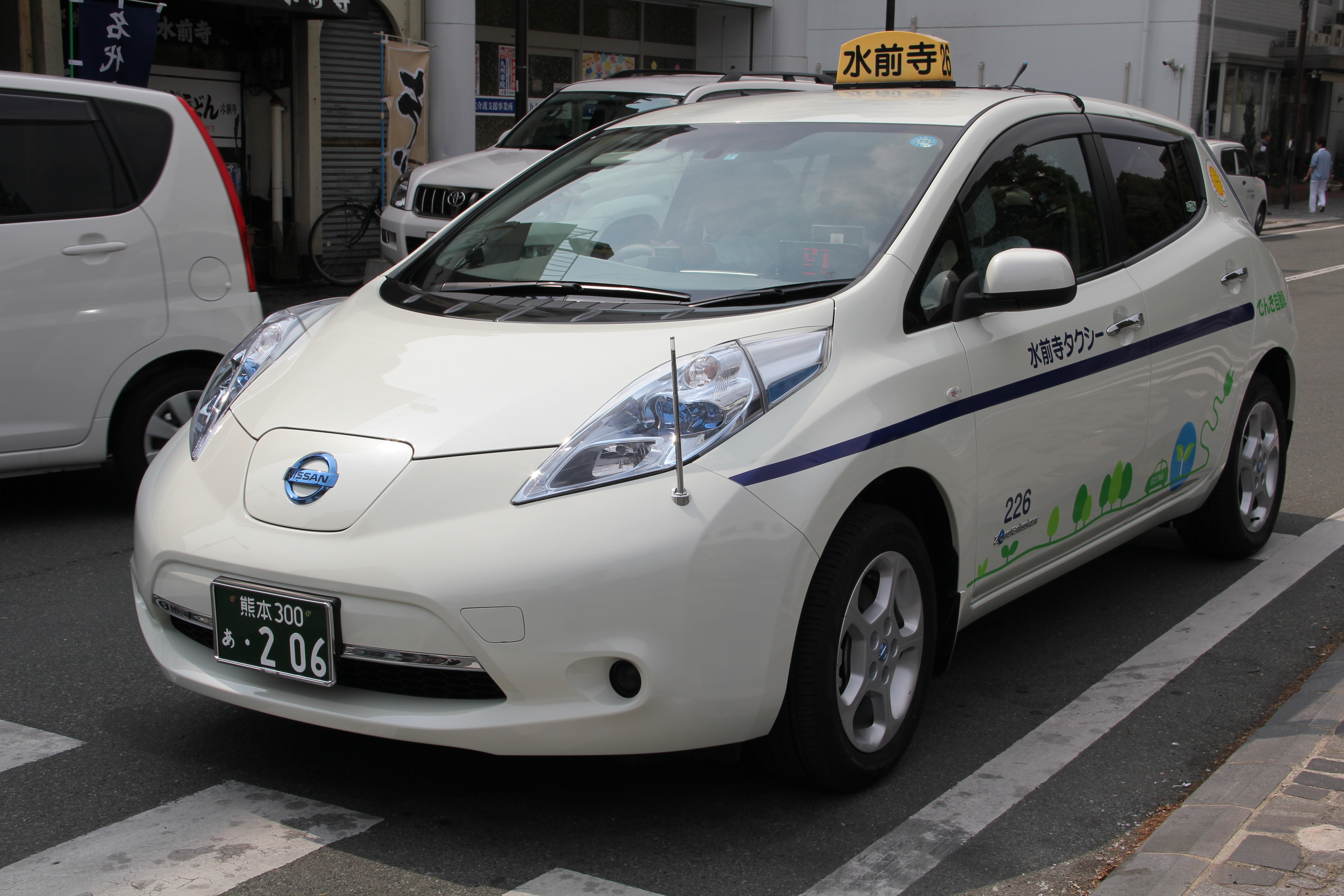
El Nissan Leaf como taxi en Kumamoto. El Leaf es el vehículo eléctrico de mayores ventas en Japan, con cerca de 53,500 unidades vendidas desde diciembre de 2010.

El uso del automóvil eléctrico en Japón representa un mercado creciente dentro de este país asiático. Para abril de 2016, la cantidad vehículos eléctricos de poca potencia en Japón fue la tercera más grande del mundo después de Estados Unidos y China, con cerca de 150.000 vehículos eléctricos vendidos en el país desde el año 2009. Durante el año 2012, las ventas mundiales de vehículos eléctricos fueron conducidos por Japón con una cuota de mercado del 28% de las ventas totales, seguido de Estados Unidos con una participación de 26%. Japón ocupa el segundo lugar después de los EE.UU. en términos de participación de ventas de híbridos en 2012, con un 12% de las ventas mundiales. Un total de 30.587 de vehículos eléctricos con capacidad de carretera fueron vendidos en Japón en 2013. En el año 2014 las ventas del segmento se mantuvieron estables con 30.390 unidades vendidas y una cuota de mercado del 1,06% del total de ventas de automóviles nuevos en el país.
La infraestructura japonesa para vehículos eléctricos era de solamente 60 estaciones de carga en 2010 y llegó a 1.381 estaciones de carga rápida públicos para diciembre de 2013, que representa el mayor despliegue de cargadores rápidos en el mundo. El número de puntos cargador lento no domésticos aumentó a alrededor de 300 unidades. Japón también es el país con la mayor proporción de puntos de recarga rápida para vehículos eléctricos, con una proporción de 0.030 en diciembre de 2012. El Gobierno japonés ha establecido un objetivo de desplegar 2 millones de cargadores lentos y 5.000 puntos de recarga rápida por 2020.

## Industria
El primer coche eléctrico disponible en el mercado japonés fue el Mitsubishi i MiEV, puesto en marcha por los clientes de flotas en Japón a finales de julio de 2009. Las ventas al público comenzaron en abril de 2010. Las ventas acumuladas desde julio de 2012 fueron de 10,423 i-MiEVs hasta diciembre de 2014. Las ventas de la furgoneta eléctrica Mitsubishi MiEV Minicab comenzaron en diciembre de 2011, y un total de 5.560 unidades se han vendido a través de diciembre de 2014. Una versión fue la Minicab MiEV lanzada en enero de 2013, con ventas de 731 unidades hasta diciembre de 2014. Mitsubishi también puso en marcha en enero de 2013 una versión híbrida enchufable del Outlander, llamado el Mitsubishi Outlander P-HEV, convirtiéndose en el primer SUV híbrido enchufable en el mercado mundial. La Outlander P-HEV vendió 9,608 unidades durante 2013, ubicándose como el segundo de mayor venta de coches eléctricos en Japón después de la Nissan Leaf. De nuevo en 2014, el Outlander híbrido enchufable clasificó como el segundo mejor en ventas de automóviles enchufables en Japón, con 10.064 unidades vendidas. Las ventas del Outlander P-HEV llegó a un total de 19,674 unidades para diciembre de 2014. Para diciembre de 2014, Mitsubishi vendió 36,386 vehículos eléctricos en Japón desde julio de 2009.
Las ventas del Nissan Leaf comenzaron el 22 de diciembre de 2010, cuando los 10 primeros Leaf fueron entregados en la provincia de Kanagawa. Las ventas del Toyota Prius Plug-in Hybrid comenzaron en enero de 2012, y un total de 19,100 unidades fueron vendidas para diciembre de 2014. el Honda Accord Plug-in Hybrid está disponible en Japón y colocado como el tercer vehículo eléctrico con mayores ventas. Las entregas del Tesla Model S comenzaron en septiembre de 2014.
Las ventas del segmento de accionamiento eléctrico, en 2013, fueron liderados por el Nissan Leaf, con 13.021 unidades vendidas, frente a 11.115 en 2012. El Leaf se mantuvo como el líder del mercado en 2014 por cuarto año consecutivo, con 14.177 unidades vendidas, seguido por el Outlander P-HEV, con 10.064 unidades, representando en conjunto alrededor del 80% de ventas del segmento en Japón en 2014.
En 2015, el Outlander híbrido enchufable fue el coche eléctrico de mayores ventas en el país con 10.996 unidades vendidas, seguido del Leaf con 9.057 unidades. Japón es el mayor vendedor de Outlander P-HEV con 30,668 unidades vendidas para diciembre de 2015. Desde diciembre de 2010, Nissan ha vendido 57,699 Leaf a finales de diciembre de 2015, permitiendo que el coche totalmente eléctrico clasificara como el vehículo eléctrico más vendido en el país.

## Ventas
La siguiente tabla muestra las ventas para los vehículos eléctricos con capacidad de carretera más vendidos desde julio de 2009 hasta diciembre de 2014, por un total de ventas de más de 104.500 vehículos eléctricos, de los cuales alrededor del 63% son vehículos totalmente eléctricos.
| Vehículos con mayores ventas disponibles en el mercado japonés de 2009 a 2014                                                                  | Vehículos con mayores ventas disponibles en el mercado japonés de 2009 a 2014 | Vehículos con mayores ventas disponibles en el mercado japonés de 2009 a 2014 | Vehículos con mayores ventas disponibles en el mercado japonés de 2009 a 2014 | Vehículos con mayores ventas disponibles en el mercado japonés de 2009 a 2014 |
| Modelo | Tipo de Vehículo                                                              | Lanzamiento al mercado                                                        | Ventas                                                                        | Comentarios                                                                   |
| --- | ----------------------------------------------------------------------------- | ----------------------------------------------------------------------------- | ----------------------------------------------------------------------------- | ----------------------------------------------------------------------------- |
| Nissan Leaf | Vehículo eléctrico                                                            | diciembre de 2010                                                             | 48,641                                                                        | Ventas hasta diciembre de 2014.                                               |
| Mitsubishi Outlander P-HEV | Híbrido SUV                                                                   | enero de 2013                                                                 | 19,672                                                                        | Ventas hasta diciembre de 2014.                                               |
| Toyota Prius PHV | Híbrido                                                                       | enero de 2012                                                                 | 19,100                                                                        | Ventas hasta diciembre de 2014.                                               |
| Mitsubishi i-MiEV | Eléctrico                                                                     | julio de 2009                                                                 | 10,423                                                                        | Ventas en diciembre de 2014.                                                  |
| Mitsubishi Minicab MiEV | Van eléctrica                                                                 | diciembre de 2011                                                             | 5,560                                                                         | Ventas en diciembre de 2014.                                                  |
| Mitsubishi Minicab MiEV truck | Camión eléctrico                                                              | enero de 2013                                                                 | 731                                                                           | Ventas en diciembre de 2014.                                                  |
| BMW i3 | Vehículo eléctrico                                                            | 2014                                                                          | + 400                                                                         | Ventas en diciembre de 2014.                                                  |
| Nota: El Nissan e-NV200, Tesla Model S y Honda Accord híbrido también se encuentran disponibles en Japón, pero no se sabe el número de ventas. |                                                                               |                                                                               |                                                                               |                                                                               |

## Incentivos del gobierno

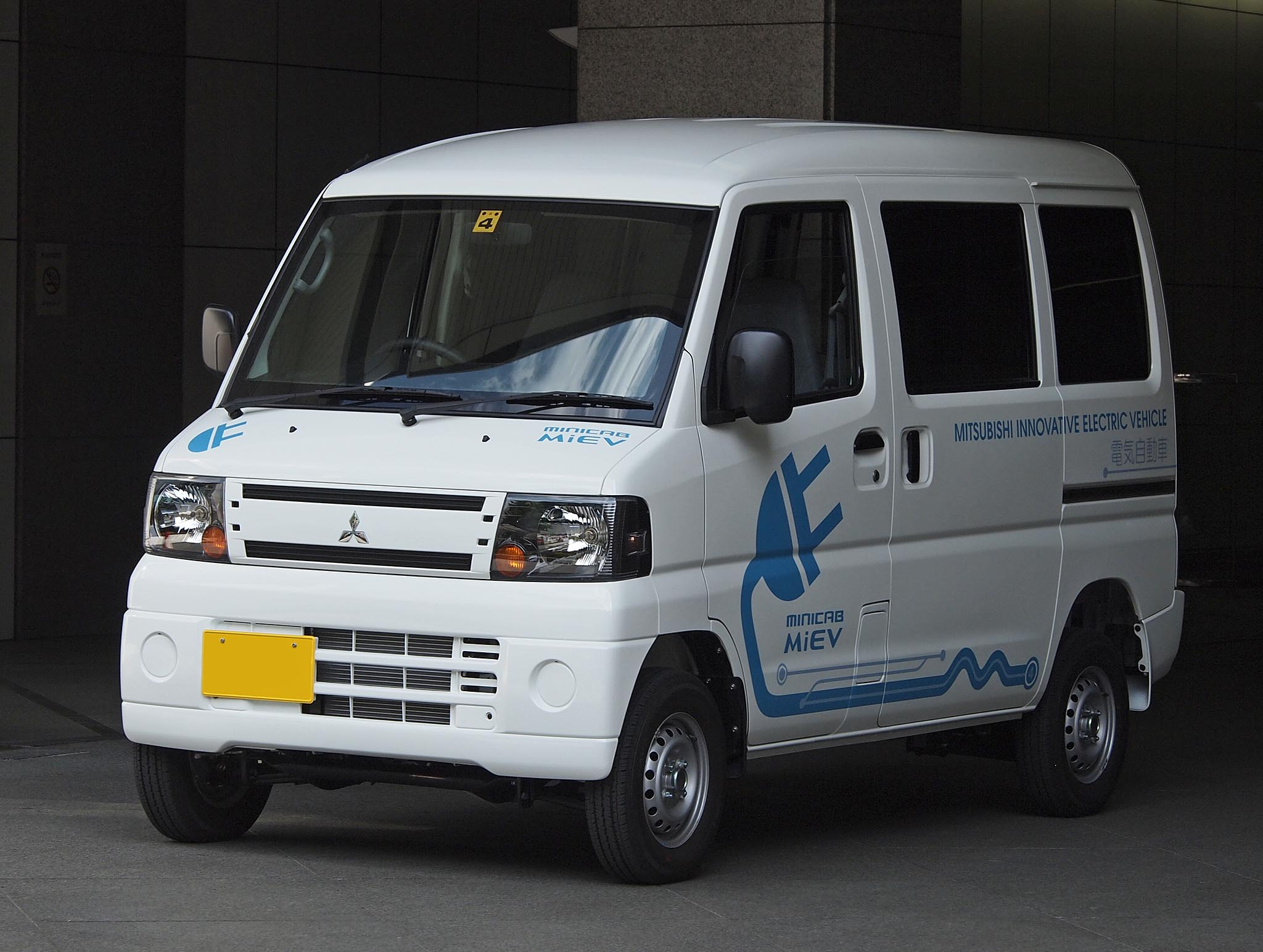
Mitsubishi Minicab MiEV en Japón.

En mayo de 2009 la legislatura japonesa presentó las «Medidas de promoción de vehículos verdes» las cuales comenzaron el 19 de junio de 2009, siendo retroactivas desde el 10 de abril de 2009. El programa establece deducciones y exenciones fiscales para los vehículos con combustible eficiente y amigable para el medio ambiente, de acuerdo con un conjunto de criterios de desempeño ambiental estipulados, y se aplican los requisitos por igual a vehículos extranjeros y de producción nacional. El programa proporciona subsidios de compras de dos tipos de casos; los consumidores que compran un nuevo coche de pasajeros sin intercambio (programa de no sustitución) y para aquellos consumidores que compran un nuevo auto intercambiando un coche usado registrado hace 13 años o menos entran en el programa de ayudas.
Las ayudas de compra de vehículos ecológicos nuevos es de 100.000 yenes (US $ 1,100) para la compra de un coche estándar o pequeño, y de 50.000 yenes (US $ 550) para la compra de un mini o vehículo kei. Los subsidios para la compra de camiones y autobuses que cumplan los criterios de eficiencia de combustible y las emisiones estipulados varían entre 200.000 yenes (US $ 2.100) y 900.000 yenes (US $ 9.600).
Ayudas a la compra de vehículos ecológicos nuevos en el caso de los propietarios de desguace un vehículo por lo menos 13 años de edad son ¥ 250.000 (US $ 2.700) para la compra de un coche estándar o pequeño y 125.000 yenes (US $ 1,300) para la compra de un mini o vehículo kei. Los subsidios para la compra de camiones y autobuses que cumplan los criterios de eficiencia de combustible y las emisiones estipulados varían entre 400.000 yenes (4.300 $) y 1.800.000 yenes (US $ 19,000).
Todos los incentivos para nuevas compras con o sin negociación eran aplicables en el año fiscal de Japón de 2009, del 1 de abril de 2009 al 31 de marzo de 2010.